# Hiroyuki Omata
Hiroyuki Omata (japanisch 尾亦 弘友希 Omata Hiroyuki; * 1. September 1983 in der Präfektur Tokio) ist ein ehemaliger japanischer Fußballspieler.

## Karriere
Omata erlernte das Fußballspielen in der Jugendmannschaft von FC Tokyo. Seinen ersten Vertrag unterschrieb er 2002 bei den FC Tokyo. Der Verein spielte in der höchsten Liga des Landes, der J1 League. 2004 wurde er an den Zweitligisten Omiya Ardija ausgeliehen. 2005 kehrte er zu FC Tokyo zurück. 2006 wechselte er zum Zweitligisten Shonan Bellmare. Für den Verein absolvierte er 78 Ligaspiele. 2008 wechselte er zum Ligakonkurrenten Cerezo Osaka. 2009 wurde er mit dem Verein Vizemeister der J2 League und stieg in die J1 League auf. Für den Verein absolvierte er 34 Ligaspiele. 2012 wechselte er zum Zweitligisten Avispa Fukuoka. Für den Verein absolvierte er 38 Ligaspiele. Ende 2013 beendete er seine Karriere als Fußballspieler.